# Matalom

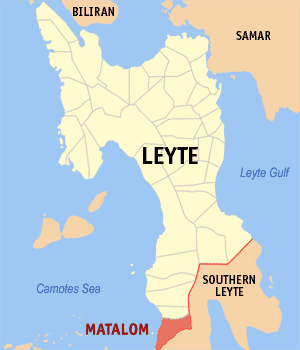
Bản đồ Leyte với vị trí của Matalom

Matalom là một đô thị hạng 4 ở tỉnh Leyte, Philippines. Theo điều tra dân số năm 2000 của Philipin, đô thị này có dân số 30.216 người trong 6.093 hộ.

## Các đơn vị hành chính
Matalom được chia ra 30 barangay.
| - Agbanga - Altavista - Cahagnaan - Calumpang - Caningag - Caridad Norte - Caridad Sur - Elevado - Esperanza - Hitoog - Itum - Lowan - Monte Alegre - San Isidro - San Pedro | - Santo Niño - Sta. Fe (Tab-Ang) - San Juan - San Salvador - San Vicente - Santa Fe - Santa Paz - Tag-os - Templanza - Tigbao - Waterloo - Zaragoza - Bagong Lipunan - Taglibas Imelda |